# Salomona macrocephala
Salomona macrocephala är en insektsart som först beskrevs av Xavier Montrouzier 1855.  Salomona macrocephala ingår i släktet Salomona och familjen vårtbitare. Inga underarter finns listade i Catalogue of Life.